# 藤中千聖
藤中 千聖（ふじなか ちせ、本名同じ、3月21日 - ）は、日本の漫画家。山口県出身。血液型はA型。

## 来歴・人物
2006年、小学館の『少女コミック』増刊10月15日号にて掲載された「キミはボーイフレンド?」でデビュー。
デビューからの1･2年ほどは、アシスタントが一切ついていない状況で執筆していた。初めてアシスタントとして、背景などを描いてもらった人物は、同じく小学館の『プチコミック』にて執筆している、時山はじめ。
時山とは自宅が近く、以前から交流があり、仲が良かった。
初連載作品は『王様の裏シゴト♥』。

## 作品一覧

### 読み切り作品
- キミはボーイフレンド?
- 乙女系男子ヤギちゃん恋をする。
- 二人あわせてプラマイゼロ
- 命みじかし、食せよ乙女
- ビンボー姫にぞっこん王子
- 着物は罪でございます。
- ちょこっと未来で待ち合わせ
- 天使に気をつけろ!
- 失恋、のちボンノウ
- 愛こそすべて!!
- 恋する乙女ちゃん
- ページいっぱいのLOVE
- ハツモノ!
- おもちゃの国に連れてって♥
- 君の魔法にかけられて
- 甘い悪夢のめまい
- 恋MAJINAI
- 王子な下僕の愛し方
- ゴシック彼氏
- 暴れん坊少女 First Love
- 眠れぬ森の姫、オオカミを抱く
- 幼なじみは蜜の味
- 白衣のプリンス
- パパにはナイショ♥
- 会長のお気に召すまま
- 女の子ごっこ
- 泣いても許してあげないよ♪
- 妄想サムライ彼氏
- さよなら愛しの彼氏様
- お願い、きいてよ
- ご主人様は誘惑中♥
- 僕だけのお姫様
- 先輩、私でいいですか?
- 絶対服従ドール
- 悪の帝王、恋におちる
- 恋する弟と囚われの姉君

### 番外編
- 艶やかプリンス番外編 艶やかパフューム
- 先輩、私でいいですか? 番外編

### 連載作品
- 王様の裏シゴト♥
- 先生と、浮気中
- 美人革命
- 艶やかプリンス
- シェイクスピアのお気に召すまま
- 着物王子は恋をあばく

## 刊行作品
- 王様の裏シゴト♥
- 先生と、浮気中
- 美人革命
- 眠れぬ森の姫、オオカミを抱く
- 艶やかプリンス
- シェイクスピアのお気に召すまま
- 泣いても許してあげないよ

### オムニバス作品
- コスプレ男子図鑑
- 好きっていえない。
  - 「会長のお気に召すまま」収録
- 女装男子はいかがですか?
- 先生second〜これが、イケナイ恋ですか?〜